# Hrant Markarjan

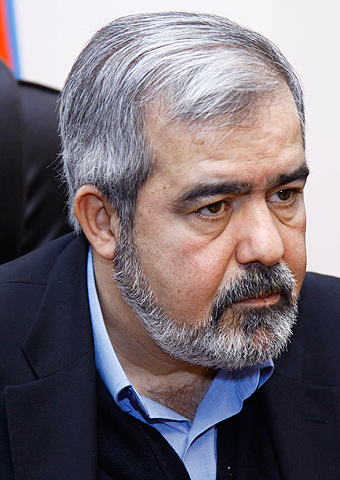
Hrant Markarjan

Hrant Markarjan oder Markarian (armenisch Հրանտ Մարգարյան; * 1958 in Dscholfa (Esfahan), Iran) ist ein armenischer Politiker und derzeit Parteichef der Armenischen Revolutionären Föderation als Vorsitzender ihres obersten Exekutivorgans, des Präsidiums.
Markarian wurde nahe der Stadt Isfahan im Iran geboren. Er hat einen Abschluss in Armenologie an der Universität von Isfahan. Im Jahr 1990 zog Markarian mit seiner Familie nach Armenien und engagierte sich im Bergkarabachkonflikt und der Organisation der ARF in Armenien.